# Idiosepius thailandicus
Idiosepius thailandicus är en bläckfiskart som beskrevs av Chotiyaputta, C., T. Okutani och S. Chaitiamvong 1991. Idiosepius thailandicus ingår i släktet Idiosepius och familjen Idiosepiidae. IUCN kategoriserar arten globalt som otillräckligt studerad. Inga underarter finns listade i Catalogue of Life.